# Margarida de Bourbon-Parma
Margarida Maria Teresa Henriqueta (em italiano Margherita Maria Teresa Enrichetta di Borbone-Parma; Luca, 1 de janeiro de 1847 – Viareggio, 29 de janeiro de 1893), foi uma Princesa de Parma, filha mais velho do duque soberano Carlos III e de sua esposa, a princesa Luísa da França. Seu marido foi o pretendente carlista ao trono espanhol e legitimista ao trono francês, o Infante Carlos, Duque de Madrid.

## Biografia

### Família
Margarida era a filha mais velha do duque Carlos III de Parma e de Luísa de França. Seus avós paternos foram o duque Carlos II de Parma e ‎Maria Teresa de Saboia; enquanto seus avós maternos foram Carlos Fernando de Artois, Duque de Berry (filho do rei Carlos X de França) e Maria Carolina de Bourbon-Duas Sicílias. Foi sobrinha de Henrique de Artois, conde de Chambord, que "reinou" por sete dias (2 a 9 de agosto de 1830) como Henrique V de França.

### Casamento e filhos

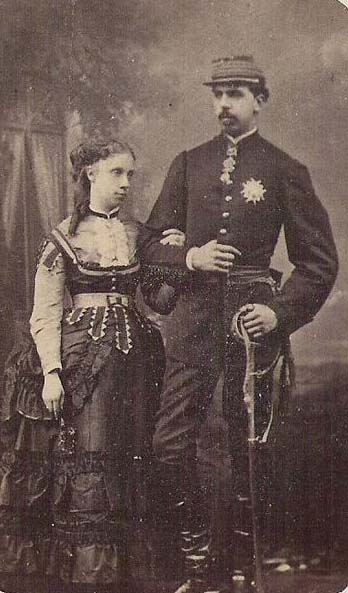
Margarida de Bourbon-Parma e Carlos de Bourbon, Duque de Madrid.

Casou-se em 4 de fevereiro de 1867, no Castelo de Frohsdorf, em Lanzenkirchen, com  Carlos Maria de Bourbon e Áustria-Este, infante de Espanha, auto intitulado Duque de Madri e Conde de Alcarria, pretendente carlista ao trono espanhol (como Carlos VII) e pretendente legitimista ao trono francês (como Carlos XI). Carlos era filho de João Carlos de Bourbon, conde de Montizón - pretendente carlista ao trono espanhol (como João III) e pretendente legitimista ao trono francês (como Jean III) - e da arquiduquesa Beatriz de Áustria-Este. O casal teve cinco filhos:
- Branca de Espanha (1868-1949), infanta de Espanha, casada com Leopoldo Salvador de Áustria-Toscana, arquiduque da Áustria e príncipe da Toscana, com descendência.

- Jaime (1870-1931), Duque de Madrid, pretendente carlista ao trono espanhol (como Jaime III) e pretendente legitimista ao trono francês (como Jacques I). Não se casou.

- Elvira (1871-1929), infanta de Espanha. Não se casou, mas teve descendentes.

- Beatriz (1874-1961), infanta de Espanha, casada com o príncipe Fabrício Massimo de Roviano, com descendência.

- Alice (1876-1975), infanta de Espanha, casada em primeiras núpcias com o príncipe Frederico de Schönburg-Waldenburg, com descendência. Casou-se em segundas núpcias, morganaticamente, com Lino del Prete, com descendência.

### Morte
Margarida morreu em Viareggio, em 29 de janeiro de 1893, aos 46 anos de idade. Seu corpo foi sepultado na Villa Borbone, em Viareggio.

## Nota
- Este artigo foi inicialmente traduzido, total ou parcialmente, do artigo da Wikipédia em inglês cujo título é «Princess Margherita of Bourbon-Parma», especificamente desta versão.